# ادوارد کریگر
ادوارد کریگر (آلمانی: Eduard Krieger; ۱۶ دسامبر ۱۹۴۶ – ۲۰ دسامبر ۲۰۱۹) بازیکن فوتبال اهل اتریش بود.
از باشگاه‌هایی که در آن بازی کرده‌است می‌توان به باشگاه فوتبال لاسک، باشگاه فوتبال آستریا وین، باشگاه فوتبال کلوب بروژ، و باشگاه فوتبال فنلو اشاره کرد.
وی همچنین در تیم ملی فوتبال اتریش بازی کرده‌است.